# ممتص صدمات

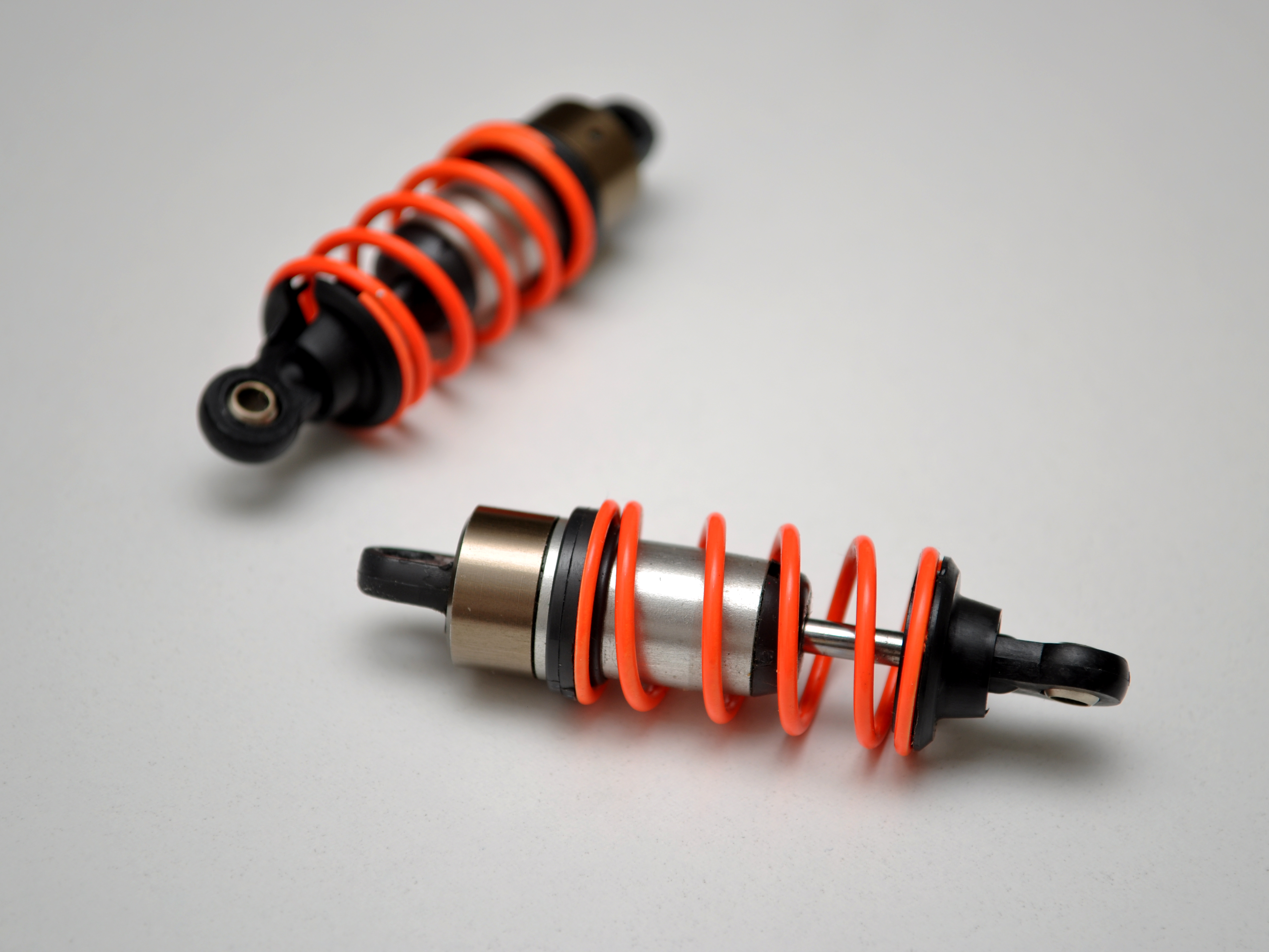
ممتص صدمات صغير به زيت وذو نباض.

ممتص الصدمات هو جهاز يعمل على تقليل ارتجاج السيارة عند سيرها على طريق وعر، حيث يعمل ممتص الصدمات على تحويل طاقة الحركة الناتجة من الارتجاج إلى طاقة حرارية، تتسرب في الجو، مما يؤدي إلى توفير راحة أكبر للركاب.

## وصفه

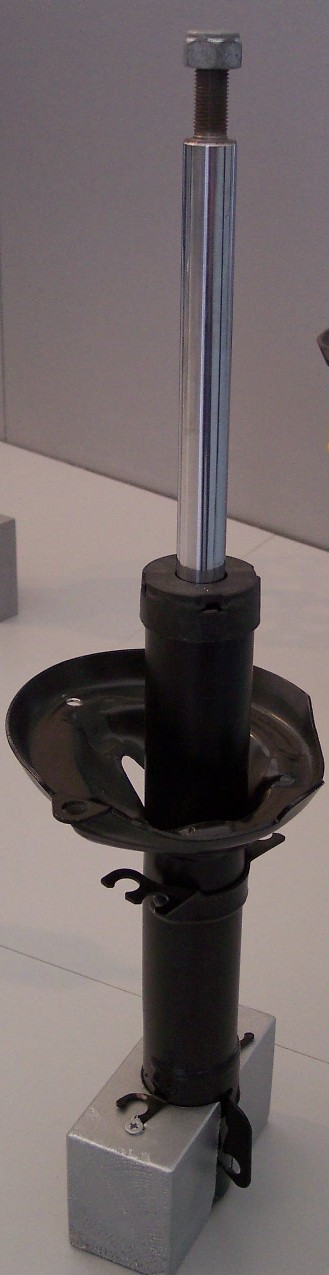
ممتص الصدمات الهيدروليكي.

رسم متحرك لامتصاص الصدمات الهيدروليكي بمكبس محفور

توجد ممتصات صدمات تعمل بالهواء أو تعمل بسائل ويتكون أيضا من نباضات . ويحتوي ممتص نباض سيارة على نباض ذو صمام وفتحة خانقة لضبط تدفق زيت داخل مكبس . هذا النظام يخفف شدة ارتجاج المركبة (انظر الشكل).
.

## اقرأ أيضا
- انزياح جسم السيارة
- نظام تعليق
- قضيب موازنة